# Тонкоклювый кроншнеп
Тонкоклю́вый (ма́лый) кро́ншнеп (лат. Numenius tenuirostris) — вид птиц из семейства бекасовых (Scolopacidae).

## Описание

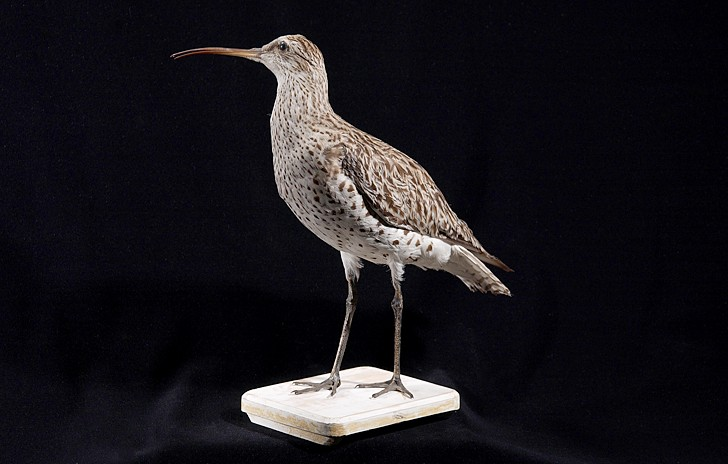
Чучело птицы

Длина тела около 40 см, вес — от 255 до 360 граммов. Длинные ноги и длинный острый клюв, загнутый вниз; оперение землисто-серое с густыми полосами и крапинками; на голове светлые продольные полосы; окраска у самцов и самок одинаковая. Похож на среднего кроншнепа. В настоящее время находится на грани исчезновения, с вероятностью 96 % вымер к 1995 году. В последний раз его, возможно, наблюдали в 1997 году (на пролёте в Греции), но достоверность наблюдения сомнительна. Основные причины исчезновения — охота в местах зимовок и на пролёте, распашка степей, применение ядохимикатов, загрязнения окружающей среды, осушение болот, бродячие собаки.

## Питание
Мелкие животные: насекомые и их личинки, черви и улитки, на берегу мелкие рачки и моллюски.

## Размножение
Гнездо — небольшая ямка на земле, едва устланная растительным материалом; кладка состоит из 4 оливково-зеленоватых яиц с бурыми пятнами; начало кладки яиц в мае; один выводок в год.

## Места обитания
Гнездовья находились в Западной Сибири, в торфяных болотах к западу от реки Обь. С 1980-х годов гнёзд, несмотря на специальные поиски, найти не удалось. Холостые особи обитали на болотах и лугах в степной зоне Азии; при перелётах — на морских побережьях юга Европы; зимовки находились на юге Европы, в Малой Азии и Северной Африке (Марокко).

## Прочее
Тонкоклювый кроншнеп изображён на эмблеме Союза охраны птиц России (эскиз Е. А. Коблика).